# Stroompiek
Een stroompiek is een plotselinge piek in het energieverbruik ergens in een elektriciteitsnet. Dit kan een spanningsval veroorzaken over het hele elektriciteitsnet. Deze pieken ontstaan bij het inschakelen van een grote vermogens wanneer deze niet bij nuldoorgang geschakeld worden. Wiskundig gezien is een stroompiek een grote ΔI/Δt.
Stroompieken zijn voor de consument te herkennen aan het plotseling even dimmen van de verlichting. Men spreekt dan van een brown-out (spanningsdip). Bekend waren indertijd de inschakelmomenten van de grote compressor van Shell Moerdijk, die op die manier te volgen waren in heel West Brabant.
Een stroompiek veroorzaakt door een elektromotor kan getemperd worden door gebruik te maken van een aanloopinrichting.